# Let’s Get It On (песня)
«Let’s Get It On» — песня американского певца и музыканта Марвина Гэя. Написана им вместе с Эдом Таунзендом. Впервые песня была издана в июне 1973 года как сингл с будущего одноимённого альбома певца (Let’s Get It On, вышел в августе 1973 года).
В 2004 году журнал Rolling Stone поместил песню «Let’s Get It On» в исполнении Марвина Гэя на 167 место своего списка «500 величайших песен всех времён». В списке 2011 года песня находится на 168 месте.

## О песне
«Let's Get It On» был и остаётся по сей день одним из самых успешных синглов Марвина Гэя и Motown Records, достигнув 1-го места в чарте Billboard Pop Singles 8 сентября 1973 года. В Соединенных Штатах сингл был продан тиражом более 10 миллионов копий, и 25 июня 2007 года был сертифицирован RIAA как бриллиантовый по продажам.
В августе 2016 года семья Эда Таунсенда подала в суд на английского музыканта Эда Ширана из-за его песни «Thinking Out Loud», заявив, что «ритмическая композиция “Thinking” по существу и/или поразительно похожа на барабанную партию из “Let's Get It On”». Два года спустя, в июне 2018 года, по аналогичным основаниям на Ширана подали в суд Structured Asset Sales, владельцы одной трети авторских прав на «Let's Get It On», на этот раз на 100 млн долларов в качестве возмещения ущерба. Иск семьи Таунсенд был отклонен в суде присяжных в мае 2023 года.

## В популярной культуре
- Фигурировала в 108-м эпизоде, шестом сезоне телесериала «Чудесные годы» под названием «Халк Арнольд»[7].
- Вошла в саундтрек к фильму 1999 года «Остин Пауэрс: Шпион, который меня соблазнил».
- На песню ссылались группа MKTO в песне Classic и Чарли Пут в своём дебютном сингле Marvin Gaye
- Использовалась в качестве рингтона телефона Лорел Лайтфут в мультфильме «Вперёд» 2020 года.
- В фильме «Фанатик» 2000 года появляется в качестве кавера вымышленной группы Барри Джайв и Пятеро с окраин (англ. Barry Jive and the Uptown Five).
- Несколько раз звучит в 7-м эпизоде второго сезона сериала «Король Квинса».

## Кавер-версии
Кавер-версия была исполнена группой The Power Station на их альбоме 1996 года Living in Fear. Партию Гэя исполнил Роб Палмер.

## Чарты
| Чарт (1973)                           | Высшая позиция |
| ------------------------------------- | -------------- |
| Великобритания (OCC UK Singles)       | 31             |
| Канада (Billboard Canadian Hot 100)   | 11             |
| США (Billboard Hot 100)               | 1              |
| США (Billboard Hot R&B/Hip-Hop Songs) | 1              |

| Чарт (1958—2018)     | Позиция |
| -------------------- | ------- |
| US Billboard Hot 100 | 41      |

## Сертификация
| Регион | Сертификация | Продажи    |
| --- | ------------ | ---------- |
| Великобритания (BPI) · other 2004 release                                                                                                  | Серебряный   | 200 000    |
| Великобритания (BPI) | Платиновый   | 600 000    |
| США (RIAA) · Mastertone | Платиновый   | 1 000 000* |
| США (RIAA) · 2005 remix | Золотой      | 500 000*   |
| * Данные о продажах приведены только на основе сертификации. · Данные о продажах + прослушиваниях приведены только на основе сертификации. |              |            |